# Sungai Tengah
Sungai Tengah is een bestuurslaag in het regentschap Siak van de provincie Riau, Indonesië. Sungai Tengah telt 1951 inwoners (volkstelling 2010).